# Piz Stgir
Der Piz Stgir (2712 m ü. M.) ist ein Berg in den Adula-Alpen im Kanton Graubünden. Er liegt im Gebiet der Gemeinde Lumnezia.
Der rätoromanische Name Piz Stgir bedeutet auf Deutsch «Dunkler Berg». Der Name passt zum dunklen Quarzit- und Tongestein, das am Berg sichtbar ist und nach welchem die geologische Schicht der «Stgir-Formation» benannt ist.

## Geografie
Der Berg bildet den nördlichen Abschluss der Piz-Terri-Kette, die sich gegen Süden bis zum Rheinwaldhorn fortsetzt. Der nächste höhere Gipfel ist der Piz Zamuor (2734 m ü. M.). Der Piz Stgir und der Piz Zamuor trennen das Tal der Aua Zamuor im Flussgebiet des Glenner im Osten von der Greina-Hochebene im Westen. Am Fuss des Piz Stgir verbindet der Weg über den Diesrutpass die beiden Täler.
An der Westflanke des Berges entspringen Wildbäche, die in das Auenschutzgebiet Aue Plaun la Greina hinunterfliessen.
Der Piz Stgir liegt im Landschaftsschutzgebiet «Greina – Piz Medel» des Bundesinventars der Landschaften und Naturdenkmäler von nationaler Bedeutung.